# Вид (река)
Вижте пояснителната страница за други значения на Вид.
Вид (на немски: Wied) е 102 km дълга река, десен приток на Рейн в Рейнланд-Пфалц, Германия. Извира във Вестервалд и при Нойвид се влива в Рейн.